# Vetenskapsåret 1718

## Händelser
- Edmond Halley upptäcker fixstjärnornas egenrörelse.
- Friedrich Hoffmann utger Medicina rationalis systematica. Han är mest känd för Hoffmanns droppar, en tidig magmedicin.

## Födda
- 16 maj - Maria Gaetana Agnesi (död 1799), italiensk matematiker.
- 23 maj - William Hunter (död 1783), skotsk läkare.
- 31 juli - John Canton (död 1772), engelsk naturforskare.
- Samuel Duræus (död 1789), svensk fysiker och matematiker.
- Salomée Halpir, litauisk oftalmolog.

## Avlidna
- 24 januari - Haquin Stridsberg (född 1660), svensk filolog.
- 21 april - Philippe de La Hire (född 1640), fransk matematiker och astronom.
- 9 december - Vincenzo Maria Coronelli (född 1650), italiensk historiker och geograf.
- 12 december - Petter Hahn (född 1650), svensk naturvetare verksam i Åbo.
- Petrus Elvius (född 1660), svensk astronom.
- Johan Vallerius (född 1677), svensk matematiker.